# Karl Eduard von Holtei

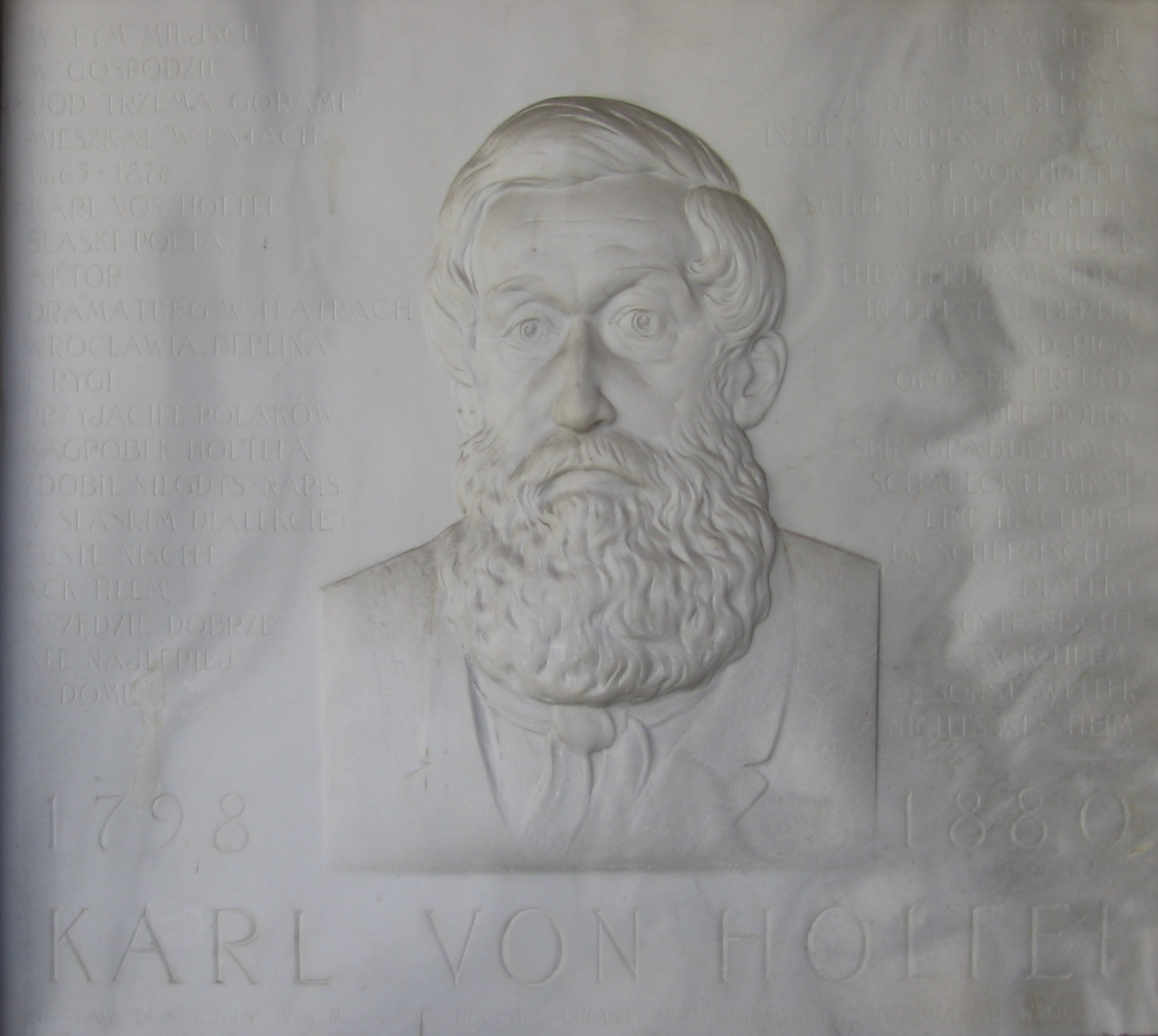
Plaque mémorial à Breslau/Wroclaw.

Karl Eduard von Holtei, né le 24 janvier 1798 à Breslau (Wrocław) et mort dans la même ville le 12 février 1880, est un poète, acteur, récitant, dramaturge, metteur en scène et directeur de théâtre allemand. Il a souvent transcrit, à travers ses poésies, l'âme de la Silésie.

## Biographie
Karl Eduard von Holtei était le fils d'un officier chez les hussards. Après avoir servi dans l'armée prussienne en tant que volontaire en 1815, il entra à l'université de Breslau comme étudiant en droit. Il devient en 1817 membre de la Breslauer Burschenschaft (Raczeks) (de)
Attiré par la scène, il abandonna rapidement la vie universitaire et fit ses débuts au théâtre de Breslau. Il a mené une vie errante pour les deux années suivantes, paraissant moins sur la scène en tant qu'acteur qu'en tant que récitant ses poèmes.
En 1821, il épousa l'actrice Luise Roge (1800-1825). Il fut engagé comme poète de scène au théâtre de Breslau. Il a ensuite déménagé à Berlin, où son épouse eut un engagement au théâtre de la Cour. Au cours de son séjour à Berlin, il a produit des vaudevilles : Die Wiener à Berlin (1824) et Die Berliner in Wien (1825), pièces qui jouissaient à l'époque une grande faveur populaire.
En 1825, sa femme meurt, mais peu de temps après sa mort, il accepta un engagement au Königsstädtisches Theater (Théatre royal de la Ville) de Berlin. Il écrivit plusieurs pièces de théâtre, notamment Lenore (1828), d'après la ballade poétique de Gottfried August Bürger et der alte Feldherr (1825).
En 1830, il épousa Julie Holzbecher (1809-1839), une actrice engagée dans le même théâtre, et avec laquelle il joua à Darmstadt. De retour à Berlin en 1831, il a écrit pour le compositeur Franz Gläser (1798-1861) le texte de l'opéra Des Adlers Horst (1832), et pour Ludwig Devrient le drame,  Der dumme Peter (1837). En 1833, Holtei et sa femme firent une tournée dans plusieurs villes importantes, Hambourg, Leipzig, Dresde, Munich et Vienne.
De 1837 à 1839, il dirigea le théâtre de Riga. En 1839, il perd sa seconde épouse. Après avoir erré à travers l'Allemagne récitant et en acceptant un engagement de courte durée à Breslau, il s'installe en 1847 à Graz, où il se consacre à une vie littéraire et écrit les romans Die Vagabunden (1851), Christian Lammfell (1853) et Den letzte Komödiant (1863). Il vécut les dernières années de sa vie à Breslau, dans une certaine précarité.

## Poésies
- Mihch han se ooch schund manchmal da und durten
- gar sihr traktiert und han mer Gutt's getan,
- bei Fürschten und Herzogen und bei Grawen,
- scheene Frauvölker und gelehrte Herrn,
- in grußen Städten und uf hochen Schlössern,
- in fremden Landen aber suste wu, dass ihch eegen schaamzen, weil
- ihch's ihm nich wert bihn! – Nu's gefiel mir schund, o ja! –
- Im besten Freu'n, im allergrüßten Teebse,
- liß sihch doch immerzu de Sehnsucht spieren.
- Nach wahs? – Nu globt mersch, ader globt mersch nich:
- nach meinem kleenen Haus in Obernigk samt seinem Schindeldächel
- und a Tannen,
- die vur der Türe stihn, däm bissel Gaarten,
- däm Taubenschlage und där grünen Laube!
- Wie schilgemol, - du weeßt's mei lieber Gott –
- hab ihch geseufzt und seufz' ich hinte noch:
- Heem will ihch, suste weiter nischt, ock heem!

## Œuvres diverses
- Prologe und Theaterreden (1823)
- Schlesische Gedichte (Poèmes de Silésie) (1830)
- Ein Trauerspiel in Berlin (1832)
- Lorbeerbaum und Bettelstab (1833)
- Deutsche Lieder (Chansons allemandes) (1834)
- Vierzig Jahre Lorbeerkranz und Wanderstab. Mémoires (8 tomes, 1843–1850)
- Theater (Pièces de théâtre, 1845)
- Die Vagabunden (Roman en 4 tomes, 1851-1852)
- Christian Lammfell (Roman en 4 tomes, 1853)
- Gedichte, 4 éditions, publié par Victor Lohse, Hannovre 1856
- Erzählende Schriften (41 tomes, 1861–1866)
- Den letzte Komödiant (1863)
- Preußische Kriegs- und Siegeslieder (Chansons prussiennes) (1867)
- Theater (6 tomes, 1876)
- Nachlese. Erzählungen und Plaudereien (1870)
- Dreihundert Briefe aus zwei Jahrhunderten (2 tomes, 1872)
- Goethe und sein Sohn. Weimarer Erlebnisse in den Jahren 1827–1831